# Campionat del Món de motocròs 1971
La temporada de 1971 del Campionat del Món de motocròs fou la 15a edició d'aquest campionat, organitzat per la FIM. El calendari oficial constava de 12 Grans Premis, celebrats entre el 18 d'abril i el 22 d'agost.

## Sistema de puntuació
Barem de puntuació de 1970 a 1972:
| Posició | 1  | 2  | 3  | 4 | 5 | 6 | 7 | 8 | 9 | 10 |
| Punts   | 15 | 12 | 10 | 8 | 6 | 5 | 4 | 3 | 2 | 1  |

| Resultats que computen                         |
| 1/2 + 1 dels GP (cal acabar-hi les 2 mànegues) |

## 500 cc
Aquell títol es decidí al darrer Gran Premi de la temporada. En arribar-hi, Åke Jonsson tenia uns pocs punts d'avantatge al capdavant de la classificació sobre Roger De Coster. El suec, però, perdé un títol que tenia gairebé assegurat, en desprendre's la bugia de la seva Maico mentre liderava la cursa, permetent a De Coster avançar-lo i guanyar així el Mundial.

### Grans Premis
| Ronda | Data         | Gran Premi                    | Lloc            | 1a mànega       | 2a mànega           | Guanyador       | Resultats |
| ----- | ------------ | ----------------------------- | --------------- | --------------- | ------------------- | --------------- | --------- |
| 1     | 18 d'abril   | Gran Premi d'Itàlia           | Macerata        | Roger De Coster | Roger De Coster     | Roger De Coster | Resultat  |
| 2     | 2 de maig    | Gran Premi d'Àustria          | Sittendorf      | Paul Friedrichs | Paul Friedrichs     | Paul Friedrichs | Resultat  |
| 3     | 16 de maig   | Gran Premi de Suècia          | Huskvarna       | Roger De Coster | Christer Hammargren | Roger De Coster | Resultat  |
| 4     | 23 de maig   | Gran Premi de Finlàndia       | Ruskeasanta     | Paul Friedrichs | Åke Jonsson         | Paul Friedrichs | Resultat  |
| 5     | 13 de juny   | Gran Premi de Txecoslovàquia  | Stříbro         | Roger De Coster | Adolf Weil          | Roger De Coster | Resultat  |
| 6     | 20 de juny   | Gran Premi de l'URSS          | Chișinău        | Bengt Åberg     | Åke Jonsson         | Åke Jonsson     | Resultat  |
| 7     | 27 de juny   | Gran Premi de la RDA          | Schwerin        | Bengt Åberg     | Åke Jonsson         | Bengt Åberg     | Resultat  |
| 8     | 11 de juliol | Gran Premi de Gran Bretanya   | Farleigh Castle | Åke Jonsson     | Paul Friedrichs     | Åke Jonsson     | Resultat  |
| 9     | 18 de juliol | Gran Premi d'Alemanya         | Bielstein       | Adolf Weil      | Åke Jonsson         | Adolf Weil      | Resultat  |
| 10    | 1 d'agost    | Gran Premi de Bèlgica         | Namur           | Roger De Coster | Roger De Coster     | Roger De Coster | Resultat  |
| 11    | 8 d'agost    | Gran Premi de Luxemburg       | Ettelbruck      | Roger De Coster | Åke Jonsson         | Åke Jonsson     | Resultat  |
| 12    | 22 d'agost   | Gran Premi dels Països Baixos | Sint Anthonis   | Roger De Coster | Åke Jonsson         | Roger De Coster | Resultat  |

### Classificació final
| Posició | Pilot               | Motocicleta | Punts           |
| ------- | ------------------- | ----------- | --------------- |
| 1       | Roger De Coster     | Suzuki      | 97 net/123 brut |
| 2       | Åke Jonsson         | Maico       | 93 net/112 brut |
| 3       | Adolf Weil          | Maico       | 81 net/90 brut  |
| 4       | Paul Friedrichs     | ČZ          | 70              |
| 5       | Bengt Åberg         | Husqvarna   | 52              |
| 6       | Christer Hammargren | Husqvarna   | 45              |
| 7       | John Banks          | BSA         | 37              |
| 8       | Willy Bauer         | Maico       | 36 net/41 brut  |
| 9       | Jaak Van Velthoven  | Husqvarna   | 32              |
| 10      | Jiri Stodulka       | Jawa        | 27              |

## 250 cc

### Grans Premis
| Ronda | Data        | Gran Premi                    | Lloc              | Guanyador       | Equip     | Resultats |
| ----- | ----------- | ----------------------------- | ----------------- | --------------- | --------- | --------- |
| 1     | 18 d'abril  | Gran Premi d'Espanya          | Sabadell-Terrassa | Joël Robert     | Suzuki    | Resultat  |
| 2     | 25 d'abril  | Gran Premi de Suïssa          | Payerne           | Joël Robert     | Suzuki    | Resultat  |
| 3     | 2 de maig   | Gran Premi de Polònia         | Szczecin          | Kalevi Vehkonen | Husqvarna | Resultat  |
| 4     | 9 de maig   | Gran Premi d'Alemanya         | Beuern            | Heikki Mikkola  | Husqvarna | Resultat  |
| 5     | 16 de maig  | Gran Premi de Iugoslàvia      | Karlovac          | Joël Robert     | Suzuki    | Resultat  |
| 6     | 23 de maig  | Gran Premi d'Itàlia           | Busca             | Joël Robert     | Suzuki    | Resultat  |
| 7     | 20 de juny  | Gran Premi dels Països Baixos | Bergharen         | Sylvain Geboers | Suzuki    | Resultat  |
| 8     | 4 de juliol | Gran Premi de la RDA          | Teutschenthal     | Joël Robert     | Suzuki    | Resultat  |
| 9     | 8 d'agost   | Gran Premi de Finlàndia       | Hyvinkää          | Sylvain Geboers | Suzuki    | Resultat  |
| 10    | 15 d'agost  | Gran Premi de Suècia          | Upplands Väsby    | Joël Robert     | Suzuki    | Resultat  |
| 11    | 22 d'agost  | Gran Premi de Gran Bretanya   | Dodington Park    | Joël Robert     | Suzuki    | Resultat  |
| 12    | 3 d'octubre | Gran Premi d'Àustria          | Launsdorf         | Joël Robert     | Suzuki    | Resultat  |

### Classificació final
| Posició | Pilot            | Motocicleta | Punts |
| ------- | ---------------- | ----------- | ----- |
| 1       | Joël Robert      | Suzuki      | 105   |
| 2       | Hakan Andersson  | Husqvarna   | 72    |
| 3       | Sylvain Geboers  | Suzuki      | 66    |
| 4       | Heikki Mikkola   | Husqvarna   | 63    |
| 5       | Olle Pettersson  | Suzuki      | 59    |
| 6       | Uno Palm         | Husqvarna   | 53    |
| 7       | Miroslav Halm    | ČZ          | 46    |
| 8       | Vladímir Kàvinov | ČZ          | 41    |
| 9       | Jaroslav Falta   | ČZ          | 36    |
| 10      | Kalevi Vehkonen  | Husqvarna   | 33    |
| 11      | Gaston Rahier    | ČZ          | 20    |

## Resum: Podi final 1971
|           | 500 cc          | 500 cc | 250 cc          | 250 cc    |
| Campió    | Roger De Coster | Suzuki | Joël Robert     | Suzuki    |
| Subcampió | Åke Jonsson     | Maico  | Hakan Andersson | Husqvarna |
| Tercer    | Adolf Weil      | Maico  | Sylvain Geboers | Suzuki    |